# Albon-d'Ardèche
Albon-d'Ardèche é uma comuna francesa na região administrativa de Auvérnia-Ródano-Alpes, no departamento de Ardèche. Estende-se por uma área de 9,11 km². Em 2010 a comuna tinha 165 habitantes (densidade: 18,1 hab./km²).